# Aloe lavranosii
Aloe lavranosii é uma espécie de liliopsida do gênero Aloe, pertencente à família Asphodelaceae.